# 四十九烷
四十九烷是一种有机化合物，化学式为C49H100，它的同分异构体中，CAS号有记载的仅12个。
四十九烷在760 mmHg时的沸点为574 °C，安托万常数为A=7.1922, B=2522.7, C=10.7。它的临界点为982.25 K、7.16 bar。